# Liga Nacional de Saltos de la Real Federación Hípica Española
La Liga Nacional de Saltos de la Real Federación Hípica Española (LNS) es una serie de concursos de salto ecuestre organizados por la Real Federación Hípica Española, y patrocinada actualmente por Horse1 Equine. Anteriormente la patrocinó piensos Pavo (NANTA, S.A.U.).
Se disputó por primera vez en 2022, cuando se incluyeron cinco concursos nacionales de cinco estrellas (CSN5*), la máxima categoría nacional. En 2023 se aumentó a siete el número de concursos, y en 2025 a ocho.
Se disputan pruebas de 1.40 y 1.50 que puntuan para la Liga Plata y Liga Oro, respectivamente.

## Reglamento
- Un mismo jinete puede optar a las dos ligas.
- Un mismo caballo sólo puede optar a una de las dos ligas.
- Cada día se cogerá el mejor resultado de cada jinete. El resto de los resultados obtenidos por un mismo jinete no suman, pero sí ocupan su posición en la tabla.
- Puntúan todos los binomios que no excedan en más de 8 pts al ganador de la prueba.
- Todos aquellos que estén clasificado por debajo de esta posición y que cumplan el punto anterior, sumarán los mismos puntos que 30.º clasificado.
- Para optar a clasificación y premios finales se debe participar en, al menos, los GP correspondientes de tres CSN5*.
- De todas las obtenidas, puntuarán las tres mejores clasificaciones de cada jinete.

## Temporada 2025

### Concursos
| Sede                                              | Fechas          | Jinete ganador Liga Oro | Caballo ganador Liga Oro | Jinete ganador Liga Plata | Caballo ganador Liga Plata |
| ------------------------------------------------- | --------------- | ----------------------- | ------------------------ | ------------------------- | -------------------------- |
| Club Escuela de Salto Valencia                    | 18-20 de abril  |                         |                          |                           |                            |
| Real Club Pineda                                  | 30 mayo-1 junio |                         |                          |                           |                            |
| Club Deportivo Real Sociedad Hípica de Valladolid | 6-8 junio       |                         |                          |                           |                            |
| Real Club de Polo                                 | 13-15 de junio  |                         |                          |                           |                            |
| Heras Horses and Events                           | 1-3 agosto      |                         |                          |                           |                            |
| Cerdanya Equestrian Center                        | 8-10 de agosto  |                         |                          |                           |                            |
| Club Hípico Astur                                 | 22-24 de agosto |                         |                          |                           |                            |
| Club de Campo Villa de Madrid                     | 14-16 noviembre |                         |                          |                           |                            |

## Temporada 2024

### Concursos
| Sede                                              | Fechas              | Jinete ganador Liga Oro             | Caballo ganador Liga Oro | Jinete ganador Liga Plata  | Caballo ganador Liga Plata |
| ------------------------------------------------- | ------------------- | ----------------------------------- | ------------------------ | -------------------------- | -------------------------- |
| Club Escuela de Salto Valencia                    | 26-28 de abril      | Iván Serrano Sáez                   | Casting De La Wantz      | Jesús Garmendia Echeverría | Valut 2                    |
| Club Deportivo Real Sociedad Hípica de Valladolid | 3-5 de mayo         | Iván Serrano Sáez                   | Chalawito PS             | Pello Elorduy Ibarzabal    | Lightning Mc Queen         |
| Real Club de Polo                                 | 14-16 de junio      | Álvaro González de Zárate Fernández | Casa Diva PS             | Pedro Veniss               | CS Hortencia               |
| Heras Horses and Events                           | 25-28 de julio      | Pedro Fernando Mateos Rodríguez     | Quizás CC                | Pello Elorduy Ibarzabal    | Lightning Mc Queen         |
| Club Hípico Astur                                 | 16-18 de agosto     | Pello Elorduy Ibarzabal             | Flonfon                  | Celia Cobo Terán           | Alto Du Roc                |
| Real Club Pineda                                  | 27-29 de septiembre | Pedro Fernando Mateos Rodríguez     | Flach Mouche             | Mariano Martínez Bastida   | Quando van den Heuvel      |
| Club de Campo Villa de Madrid                     | 15-17 noviembre     | Pello Elorduy                       | Flon Flon                | Jesús Garmendia            | Valut 2                    |

### Clasificación final
| Puesto | Liga Oro                            | Liga Plata                         |
| 1      | Pello Elorduy Ibarzabal             | Pello Elorduy Ibarzabal            |
| 2      | Rubén Gómez Crespo                  | Kevin González de Zárate Fernández |
| 3      | Álvaro González de Zárate Fernández | Rubén Gómez Crespo                 |
| 4      | Pedro Fernando Mateos Rodríguez     | Sofía Castellanos Iriarte          |
| 5      | Iván Serrano Sáez                   | Sofía Dolegowski                   |
| 6      | Luis Fernández Gil Fournier         | Miguel Álvarez-Buylla Rodríguez    |

## Temporada 2023

### Concursos
| Sede                               | Fechas              | Jinete ganador Liga Oro            | Caballo ganador Liga Oro | Jinete ganador Liga Plata           | Caballo ganador Liga Plata |
| ---------------------------------- | ------------------- | ---------------------------------- | ------------------------ | ----------------------------------- | -------------------------- |
| Club Escuela de Salto Valencia     | 21-23 de abril      | Kevin González de Zárate Fernández | Conthargos Rouge         | Borja Bidón Daurella                | Coach Cornet Z             |
| Club de Campo Villa de Madrid      | 26-28 de mayo       | Mariano Martínez Bastida           | Quark de Preully Z       | Kevin González de Zárate Fernández  | Diabla PS                  |
| Centro Ecuestre de Castilla y León | 1-4 de junio        | Luis Mateos Bernáldez              | Chamant de biolley       | Ari González Barros                 | Liberty ES                 |
| Real Club de Polo                  | 16-18 de junio      | Kevin González de Zárate Fernández | Conthargos Rouge         | Miquel Canals Ripoll                | Simba de Olid              |
| Heras Horses and Events            | 28-30 de julio      | Iván Serrano Sáez                  | Rain Man                 | Lucas López Benito                  | Cymba                      |
| Club Hípico Astur                  | 17-20 de agosto     | Imma Roquet Autonell               | Icenta del Maset         | Álvaro González de Zárate Fernández | Top Class des Desig        |
| Real Club Pineda                   | 22-24 de septiembre | Teresa Blázquez Abascal            | Nasa de Toxandria        | Tania Moody                         | Nosa JW                    |

### Clasificación final
| Puesto | Liga Oro                           | Liga Plata                          |
| 1      | Iván Serrano Sáez                  | Álvaro González de Zárate Fernández |
| 2      | Imma Roquet Autonell               | Kevin González de Zárate Fernández  |
| 3      | Kevin González de Zárate Fernández | Ismael García Roque                 |
| 4      | Mariano Martínez Bastida           | María Gil Díaz                      |
| 5      | Gerardo Menéndez Mieres            | Alex Codina Leria                   |
| 6      | Ismael García Roque                | Mariano Martínez Bastida            |

## Temporada 2022

### Concursos
| Sede                           | Fechas              | Jinete ganador Liga Oro            | Caballo ganador Liga Oro | Jinete ganador Liga Plata           | Caballo ganador Liga Plata |
| ------------------------------ | ------------------- | ---------------------------------- | ------------------------ | ----------------------------------- | -------------------------- |
| Club Escuela de Salto Valencia | 6-8 de mayo         | Xavier Zabaleta Susperregui        | Aragorne du Tel          | Jesús Garmendia Echevarría          | Baby Boy du Murger         |
| Real Club de Polo              | 17-19 de junio      | Kevin González de Zárate Fernández | Atlantic Z               | Telmo Busca Roca                    | Con-Qui-La                 |
| Club Hípico Astur              | 19-21 de agosto     | Gerardo Menéndez Mieres            | Deus de Tus              | Álvaro González de Zárate Fernández | Beetle Juice               |
| Real Club Pineda               | 23-25 de septiembre | Kevin González de Zárate Fernández | Favorito                 | Jesús Garmendia Echevarría          | Sandano 2                  |
| Hípica de Toledo               | 21-23 de octubre    | Pello Elorduy Ibarzabal            | King Kong                | Xavier Zabaleta Susperregu          | Gabber                     |

### Clasificación final
| Puesto | Liga Oro                           | Liga Plata                         |
| 1      | Kevin González de Zárate Fernández | Jesús Garmendia Echevarría         |
| 2      | Gerardo Menéndez Mieres            | Telmo Busca Roca                   |
| 3      | Jesús Garmendia Echevarría         | Alejandro Entrecanales Marsans     |
| 4      | Xavier Zabaleta Susperregui        | Xavier Zabaleta Susperregui        |
| 5      | Pello Elorduy Ibarzabal            | Laura Roquet Puigner               |
| 6      | Cayetano Martínez de Irujo         | Kevin González de Zárate Fernández |